# Египетские диверсии в порту Эйлата
Египетские диверсии в порту Эйлата (араб. غارات مصر على ميناء إيلات‎) — серия проведённых боевыми пловцами ВМС Египта после Шестидневной войны диверсионных атак, координированных египетской разведкой, на пристань военного-морского Эйлатского порта и уничтоживших танкодесантный корабль «Батшева» и транспортное судно «Бат-Ям». Также целью операции было поднять дух египтян, упавший после поражения в войне.

## Детали операций
В начале 1968 Израиль получил от США 2 судна. Одним была «Батшева» вместе с 7 плавающими броневиками, а другим десантный корабль «Бат-Ям» для перевозчки личного состава. Используя своё превосходство в ВВС, Израиль провёл несколько операций у восточного побережья Египта, нанеся удары по Зафране, куда израильские солдаты вошли на 15 часов, пока израильская авиация прикрывала корабли. Верховное командование решило провести серию военных операций с целью избавиться от судов любой ценой и решило привлечь ВМС и ВВС Египта, но, понимая к каким высоким авиационным потерям приведёт авиаудар в глубине израильской территории, Гамаль Насер согласился на предложение командира ВМС провести операцию силами пловцов-диверсантов. Было известно, что именно оттуда выходят израильские суда, позже курсирующие по Заливу в близости от Шарм-эш-Шейха. Были созданы диверсионные группы пловцов по 2 человека, которые расположили в соседнем порту Акабы в Иордании и Хургаде.

### Атака на «Бат-Ям»
15—16 ноября 1969 египетские пловцы атаковали судно «Бат-Ям», сильно повредив его и потопив несколько коммерческих судов, но в мае 1970 он был уничтожен при второй атаке.

### Атака на корабли «Батшева» и «Гидрома»
5—6 февраля 1970 египетские пловцы атаковали суда «Батшева» и «Гидрома», затопив первый и сильно повредив второй, который восстановили к апрелю.

### Война Судного дня
Во время войны Йом-Кипур Египет блокировал морской трафик в Эйлат, заминировав Залив Эйлата и попытавшись блокировать израильтян и на Средиземноморье.